# Jablanica (Herzégovine-Neretva)
Pour les articles homonymes, voir Jablanica.
Jablanica (en cyrillique : Јабланица) est une ville et une municipalité de Bosnie-Herzégovine située dans le canton d'Herzégovine-Neretva et dans la fédération de Bosnie-et-Herzégovine. Selon les premiers résultats du recensement bosnien de 2013, la ville intra muros compte 4 202 habitants et la municipalité 10 580.

## Géographie

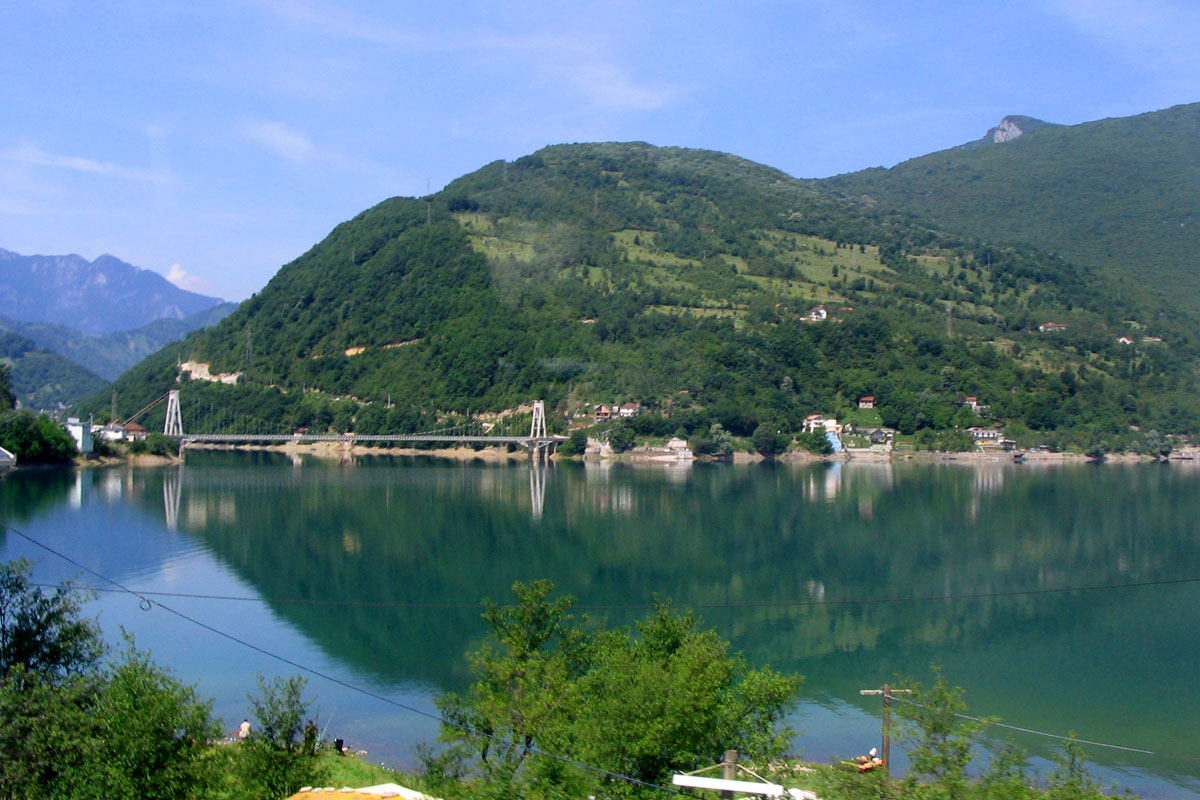
Le lac de Jablanica

La ville de Jablanica est située entre Sarajevo et Mostar, au bord de la rivière Neretva et entre les monts Čvrsnica et Prenj. Sur le territoire de la municipalité se trouve le lac de Jablanica, un lac artificiel créé en 1953. La région est célèbre pour son granit, qui a servi à la construction du siège des Nations unies à New-York, du monument au soldat inconnu du mont Avala, près de Belgrade, et du mausolée de Petar II Petrović-Njegoš sur le mont Lovćen.

## Histoire
Pendant la Seconde Guerre mondiale, de février à mars 1943, la fameuse bataille de la Neretva (Bitka na Neretvi) s'est déroulée dans le secteur de Jablanica ; à proximité, le pont ferroviaire sur la Neretva, détruit, peut encore être vu dans le cadre d'une annexe du musée de la bataille ; cet ensemble commémoratif est inscrit sur la liste des monuments nationaux de Bosnie-Herzégovine.

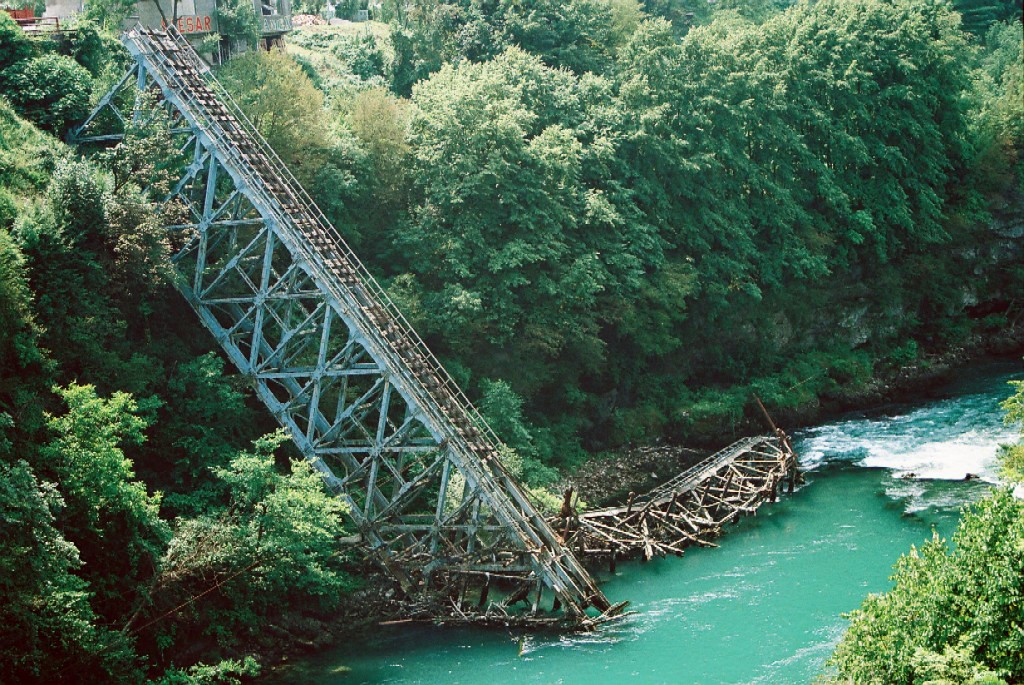
Le pont ferroviaire détruit pendant la bataille de la Neretva

## Localités

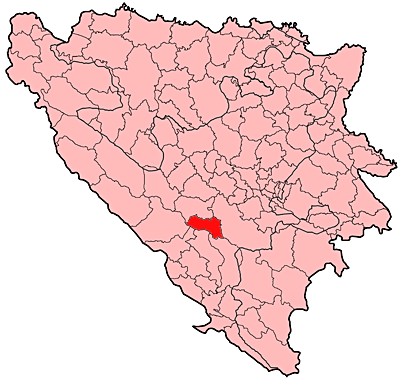
Localisation de la municipalité de Jablanica en Bosnie-Herzégovine

La municipalité de Jablanica compte 33 localités :
| - Baćina - Bijela - Čehari - Čivelj - Đevor - Dobrigošće - Dobrinja - Doljani - Donja Jablanica - Donje Paprasko - Dragan Selo | - Glodnica - Glogošnica - Gornje Paprasko - Jablanica - Jelačići - Kosne Luke - Krstac - Lendava - Lug - Mirke - Mrakovo | - Ostrožac - Poda - Ravna - Risovac - Rodići - Slatina - Sovići - Šabančići - Šanica - Zlate - Žuglići |

## Démographie

### Villeintra muros

#### Évolution historique de la population dans la villeintra muros
| 1948 | 1953 | 1961  | 1971  | 1981  | 1991  | 2013  |
| ---- | ---- | ----- | ----- | ----- | ----- | ----- |
| -    | -    | 2 053 | 2 537 | 3 484 | 4 457 | 4 202 |

|  |

### Municipalité

#### Évolution historique de la population dans la municipalité
| 1961  | 1971   | 1981   | 1991   | 2013   |
| ----- | ------ | ------ | ------ | ------ |
| 9 822 | 10 938 | 11 903 | 12 691 | 10 580 |

#### Répartition de la population par nationalités dans la municipalité (1991)
En 1991, sur un total de 12 691 habitants, la population se répartissait de la manière suivante :

## Politique
À la suite des élections locales de 2012, les 19 sièges de l'assemblée municipale se répartissaient de la manière suivante :
| Parti                                                                                   | Sièges |
| --------------------------------------------------------------------------------------- | ------ |
| Parti d'action démocratique (SDA)                                                       | 5      |
| Parti social-démocrate (SDP)                                                            | 4      |
| Alliance pour un meilleur avenir de la Bosnie-Herzégovine (SBB BiH)                     | 3      |
| Parti pour la Bosnie-Herzégovine (SBiH)                                                 | 1      |
| Parti libéral-démocrate de Bosnie-et-Herzégovine (LDS)                                  | 1      |
| Union démocratique croate de Bosnie et Herzégovine (HDZ BiH) - Coalition pour Jablanica | 1      |
| Salčin Mahir - sans étiquette                                                           | 1      |
| Parti national pour l'amélioration par le travail (Za boljitak)                         | 1      |
| Gusić Šefik - sans étiquette                                                            | 1      |
| Čilić Idriz - sans étiquette                                                            | 1      |

Salem Dedić, membre du Parti d'action démocratique (SDA), a été réélu maire de la municipalité,.

## Tourisme

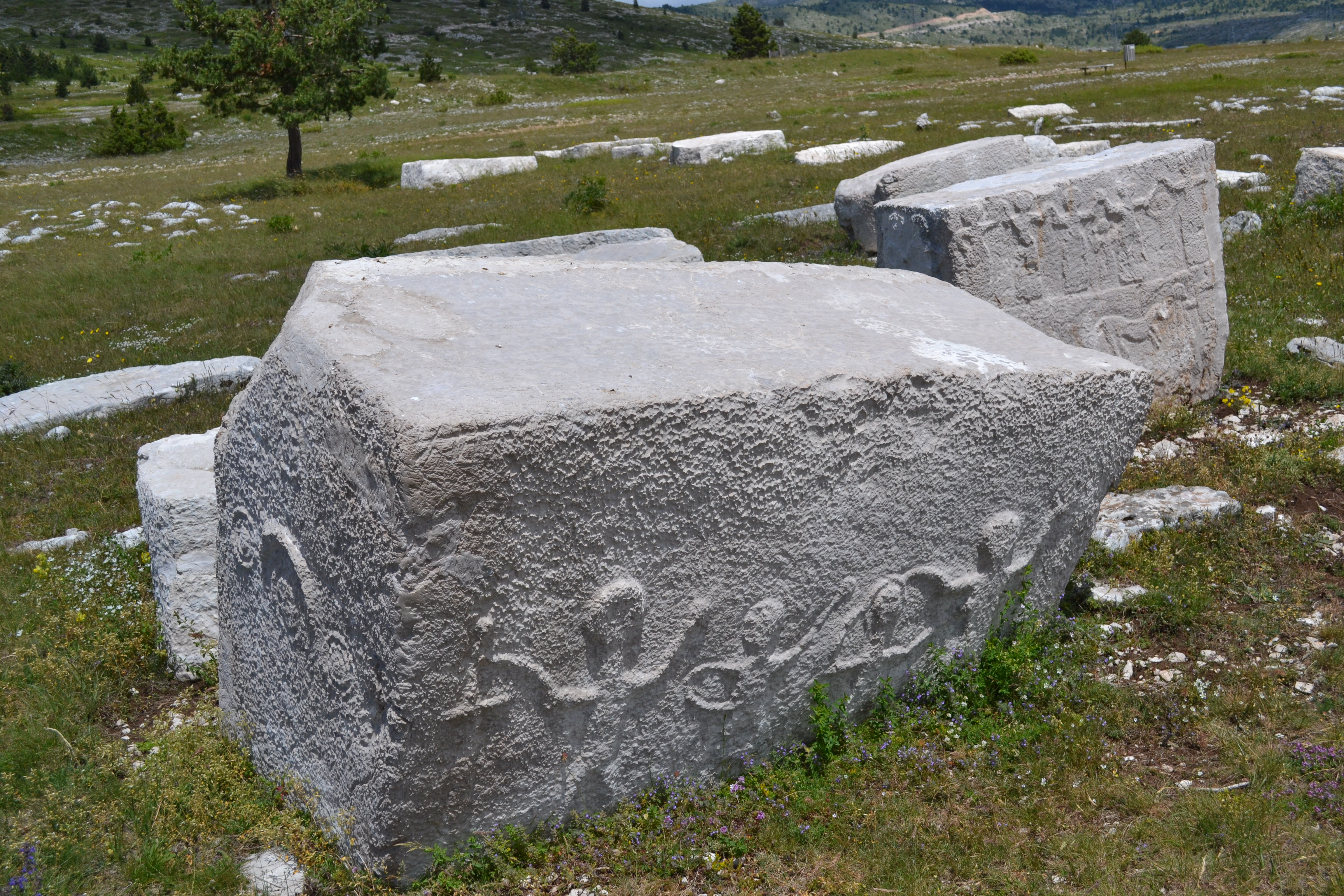
Stećak dans la nécropole de Risovac

Sur le territoire de la municipalité se trouve une partie du parc naturel de Blidinje, créé en 1995, qui s'étend sur 20 820 hectares. En raison de sa richesse naturelle et architecturale, le secteur est candidat à une inscription au patrimoine mondial de l'UNESCO. La nécropole de Dugo polje en particulier, située au pied du mont Vran, abrite 150 stećci, un type particulier de tombes médiévales ; le site est inscrit sur la liste des monuments nationaux de Bosnie-Herzégovine ; il figure également sur la liste des 22 sites avec des stećci proposée par le pays pour une inscription au patrimoine mondial de l'UNESCO.
D'autres nécropoles se trouvent dans la municipalité comme celle de Risovac, qui compte 41 stećci ou celle de Ponor, près de Risovac, qui compte 21 stećci. Ces deux sites sont considérés comme des monuments nationaux, tout comme le site de Sovići, avec ses tumuli préhistoriques et sa nécropole médiévale.

## Personnalités
- Vahid Halilhodžić, entraîneur de football
- Hasan Salihamidžić, footballeur